# Jamm' mò
(Anonimo, da un canto delle giornate di Jamm' mò)
Jamm' mò (espressione abruzzese per "Andiamo, ora!") è stato un fenomeno di rivolta popolare avvenuto a Sulmona negli anni '50, culminato nelle giornate del 2 e 3 febbraio 1957 in cui si verificarono pesanti scontri tra la popolazione e le forze dell'ordine.
Il grido di rivolta della popolazione Jamm' mò, esortazione del fare tipico della cultura contadina, diventa nel 1957 una denuncia contro lo Stato nella decisione di trasferire il distretto militare, notevole fonte di ricchezza della popolazione, all'Aquila.
In un periodo di crisi agricola, che aveva dato vita alle sommosse contadine del 1950 in Abruzzo e in tutto il Meridione, gli uffici dello Stato rappresentavano l'unica prospettiva di lavoro.
A questo si sommava il malcontento della popolazione per le continue privazioni e spoliazioni che diminuivano le opportunità di lavoro ed erano giudicate dannose per il prestigio della città.

## Cronistoria
Si può far iniziare la cronistoria degli eventi che portarono ai moti di Jamm' mò con l'agosto del 1954, quando il Ministro della Difesa Taviani decise, in ottemperanza a direttive NATO, la soppressione di ben 54 Distretti Militari, tra cui il Distretto Militare di Sulmona.
A seguito di questa decisione a Sulmona il Sindaco convocò il 19 agosto 1954 un Consiglio Comunale straordinario che si concluse con le dimissioni all'unanimità del Consiglio stesso. Nacque un Comitato di Agitazione che proclamò uno sciopero di 24 ore per il giorno successivo.
Il distretto militare era importante per tutto il centro Abruzzo per svariati motivi, tra questi vale la pena annoverare quello patriottico: infatti il distretto era stato un luogo di mobilitazione durante il II Conflitto Mondiale.
L'amministrazione comunale di Sulmona ricevette immediatamente dichiarazioni di piena solidarietà da parte degli altri sindaci. Sempre il 19 agosto 1954 una delegazione di sindaci ed amministratori locali si recò dal Prefetto per scongiurare la soppressione del distretto. La risposta, che si rivelò non vera, fu che la decisione di soppressione era sospesa.
Ironia della sorte, la sera stessa giunse un telegramma da parte del Ministero della Difesa al sindaco di Sulmona, informandolo del declassamento del distretto. Le reazioni da parte della città furono notevoli; lo sciopero fu prorogato di altre 24 ore, mentre al posto del Comitato di Agitazione si costituì un Comitato di Difesa Cittadina.
Il 24 agosto 1954 una delegazione di sulmonesi si recò dal Ministro Taviani per perorare la non soppressione del distretto. Il Ministro rassicurò i sulmonesi, assicurando che il distretto non sarebbe stato soppresso. Si sarebbe rivelata successivamente una mossa per temporeggiare.
Difatti fino al maggio 1955 non avvenne nulla di rilevante per il distretto che continuò la sua attività. I toni si riaccesero a metà maggio, quando il Comandante del distretto fu trasferito e il nuovo Comandante tardava ad arrivare, nonostante i tempi burocratici fossero passati da tempo.
Il clima a Sulmona ricominciò ad essere pesante. Una spiegazione del ritardo fu data nell'agosto dello stesso anno quando buona parte delle leve furono mandate all'Aquila anziché a Sulmona, come negli anni passati, segno che qualcosa stava cambiando.
A seguito di una ennesima mancata risposta del Ministro della Difesa ad una lettera del sindaco si ricostituì nuovamente il Comitato di Difesa Cittadina. Nel gennaio 1957 si diffuse nella città di Sulmona la voce di una imminente soppressione del distretto, ancora senza Comandante, voce che non si rivelò infondata: infatti il 15 di quel mese fu firmato da parte del Ministro il decreto di soppressione del Distretto Militare di Sulmona.
Il 18 gennaio ci fu una manifestazione di protesta. Si dichiararono solidali al sindaco tutti i sindaci dei comuni abruzzesi ricadenti all'interno del distretto; anzi solidarietà fu espressa anche da molti comuni abruzzesi non ricadenti all'interno del distretto.